# Rohr (Solothurn)
Rohr  is een gemeente en plaats in het Zwitserse kanton Solothurn en maakt deel uit van het district Gösgen.

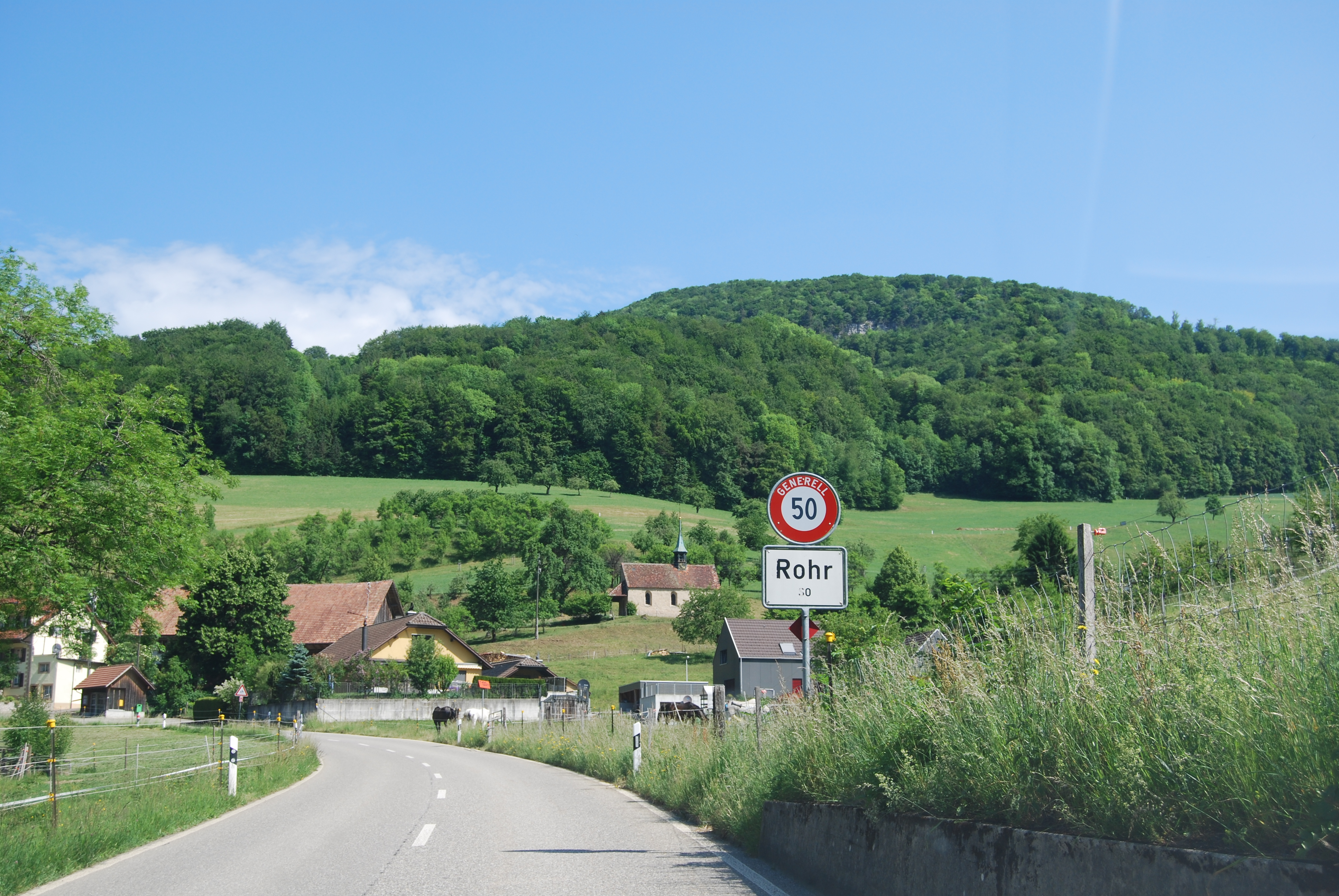
Rohr

Rohr telt 94 inwoners.